# Пірнаючий рефлекс

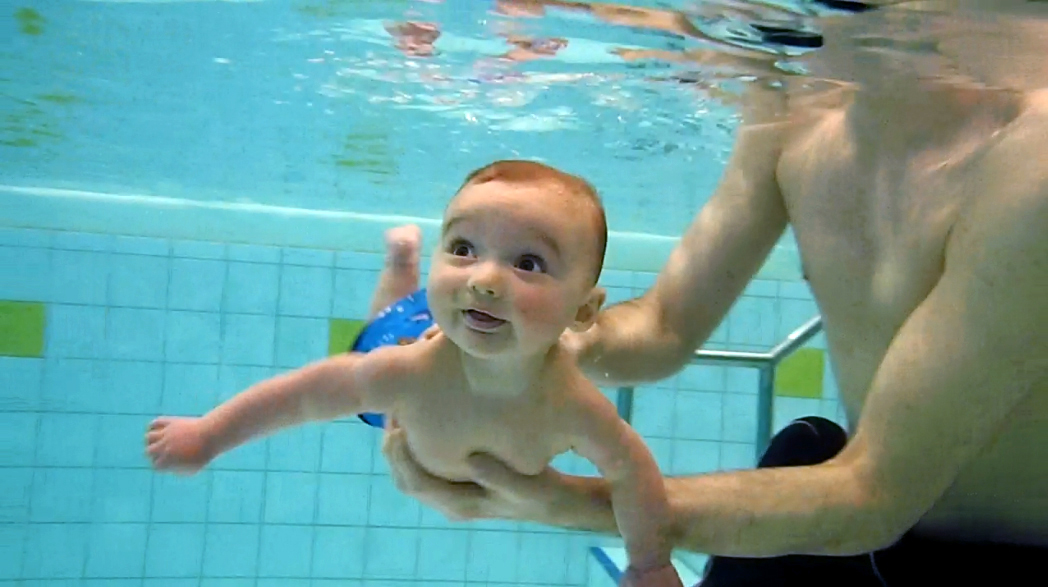
Пірнаючий рефлекс у немовляти

Пірнаючий рефлекс — набір фізіологічних реакцій на занурення, які переважають над основними гомеостатичними рефлексами, і зустрічається у всіх хребетних, що дихають повітрям, досліджених на сьогоднішній день. Він оптимізує дихання шляхом переважного розподілу запасів кисню до серця і мозку, що дозволяє занурюватися під воду на тривалий час.
Рефлекс занурення яскраво виражений у морських ссавців, таких як тюлені, видри, дельфіни і ондатри, і існує в меншій мірі у інших тварин, включаючи людських немовлят до 6 місяців і пірнаючих птахів, таких як качки і пінгвіни. Дорослі люди, як правило, демонструють слабку реакцію, а народ баджо, є помітним виключенням.
Пірнаючий рефлекс викликається саме охолодженням і зволоженням ніздрів та обличчя під час затримки дихання, і підтримується завдяки нейронній обробці, що походить від хеморецепторів сонної артерії. Найбільш помітними є наслідки для серцево-судинної системи, які проявляються у звуженні периферичних судин, уповільненні серцебиття, перенаправленні крові до життєво важливих органів для збереження кисню, вивільненні еритроцитів, що зберігаються в селезінці. Хоча водні тварини розвинули глибокі фізіологічні адаптації для збереження кисню під час занурення, апное і його тривалість, брадикардія, звуження судин і перерозподіл серцевого викиду відбуваються і у наземних тварин як нейронна реакція.

## Фізіологічна реакція
Коли обличчя занурюється під воду і вода заповнює ніздрі, сенсорні рецептори, чутливі до вологи в носовій порожнині та інших ділянках обличчя, що живляться п'ятим (V) черепно-мозковим нервом (трійчастим нервом), передають інформацію до мозку. Десятий (Х) черепно-мозковий нерв (блукаючий нерв) - частина автономної нервової системи - викликає брадикардію, а інші нервові шляхи викликають звуження периферичних судин, обмежуючи відтік крові від кінцівок і всіх органів, щоб зберегти кров і кисень для серця і мозку (і легень), концентруючи потік в ланцюзі «серце-мозок» і дозволяючи тварині економити кисень.
У людини рефлекс пірнання не викликається, коли кінцівки занурюють у холодну воду. Легка брадикардія викликається затримкою дихання без занурення обличчя у воду. При диханні з зануреним обличчям реакція пірнання збільшується пропорційно зниженню температури води. Однак найбільший ефект брадикардії викликається, коли суб'єкт затримує дихання із змоченим обличчям. Апное з охолодженням ніздрів та обличчя є тригерами цього рефлексу.
Реакція на занурення у таких тварин, як дельфін, значно варіюється залежно від рівня навантаження під час годування. Діти, як правило, виживають довше, ніж дорослі, коли позбавлені кисню під водою. Точний механізм цього ефекту обговорюється і може бути результатом охолодження мозку, подібного до захисних ефектів, які спостерігаються у людей, що піддаються глибокій гіпотермії.

## Адаптації водних ссавців
Пірнаючі ссавці мають еластичну аортальну цибулину, яка, як вважається, допомагає підтримувати артеріальний тиск під час тривалих інтервалів між серцебиттями під час занурення, а також мають великий об'єм крові в поєднанні з великою ємністю для зберігання у венах і ретикулярній тканині грудної клітки та голови у тюленів і дельфінів. Хронічні фізіологічні адаптації крові включають підвищений рівень гематокриту, гемоглобіну та міоглобіну, що забезпечує більший запас кисню та його доставку до основних органів під час занурення. Використання кисню зводиться до мінімуму під час рефлексу занурення завдяки енергоефективному плаванню або ковзанню, а також регуляції метаболізму, частоти серцевих скорочень і звуженню периферичних судин.
Аеробні можливості пірнання обмежені доступним киснем і швидкістю його споживання. Ссавці і птахи, що пірнають, мають значно більший об'єм крові, ніж наземні тварини аналогічного розміру, а також набагато більшу концентрацію гемоглобіну і міоглобіну, і цей гемоглобін і міоглобін також здатний переносити більше кисневе навантаження. Під час занурення гематокрит і гемоглобін тимчасово підвищуються за рахунок рефлекторного скорочення селезінки, яка викидає велику додаткову кількість еритроцитів. Мозкова тканина ссавців, що пірнають, також містить вищі рівні нейроглобіну і цитоглобіну, ніж у наземних тварин.
Водні ссавці рідко занурюються за межі своєї аеробної глибини занурення, що пов'язано з запасами кисню в міоглобіні. М'язова маса водних ссавців відносно велика, тому високий вміст міоглобіну в їхніх скелетних м'язах забезпечує великий запас. Зв'язаний з міоглобіном кисень вивільняється лише у відносно гіпоксичній м'язовій тканині, тому периферичне звуження судин внаслідок рефлексу пірнання робить м'язи ішемізованими і сприяє ранньому використанню зв'язаного з міоглобіном кисню.